# Paratriathlon
Der Paratriathlon ist die Variante des Triathlons für Menschen mit Behinderung.
Die paralympische Distanz geht über 750 m Schwimmen – 20 km Radfahren – 5 km Laufen.

## Organisation

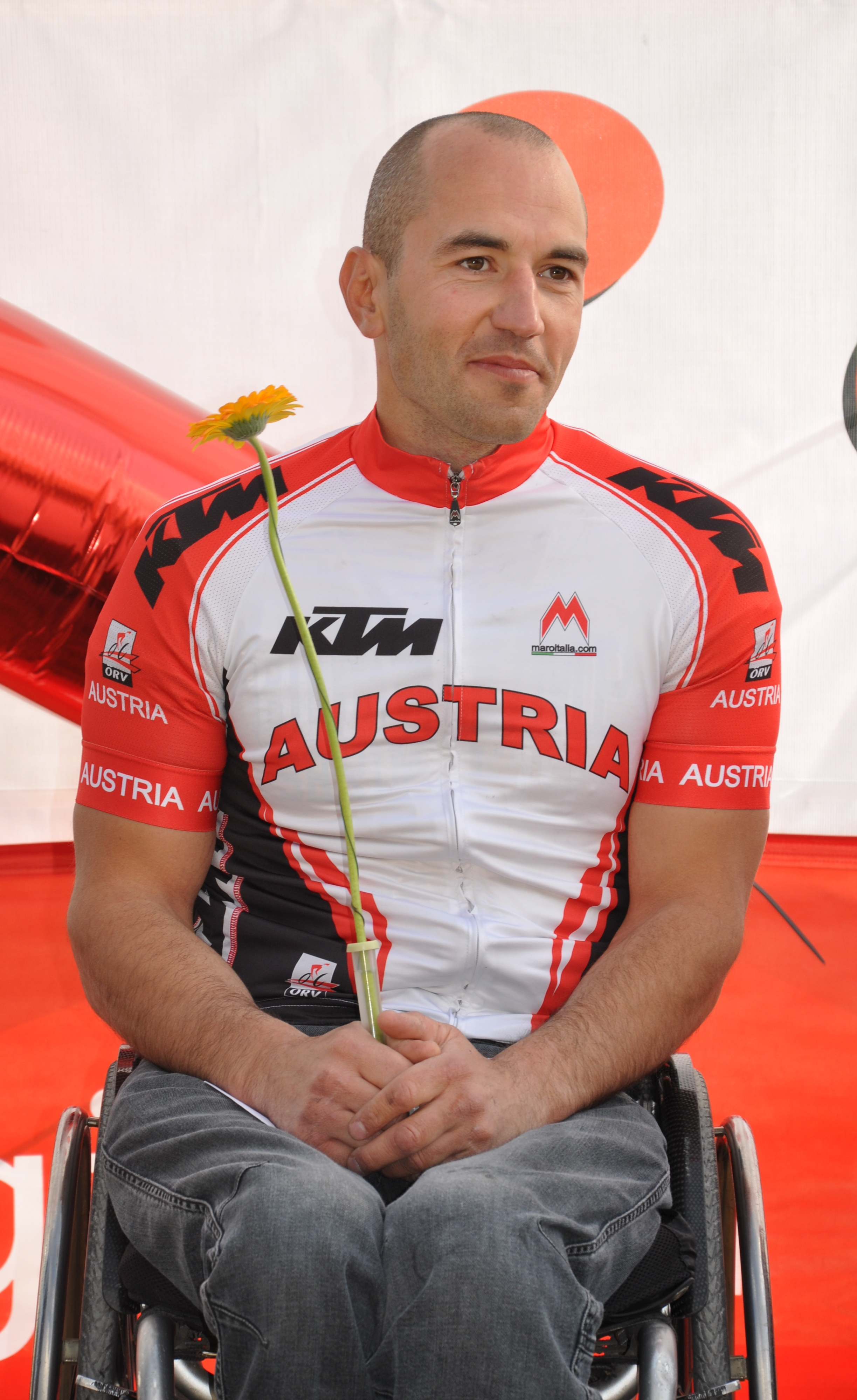
Thomas Frühwirth – Weltrekordhalter im Paratriathlon über 7:48 Stunden (3,8 km Schwimmen, 180 km Radfahren und 42,195 km Laufen)

Der Sport wird auf internationaler Ebene durch die Internationale Triathlon Union (ITU) organisiert.

Bei den Sommer-Paralympics 2016 in Rio de Janeiro wurden zum ersten Mal in insgesamt sechs Wettbewerben im Paratriathlon Medaillen vergeben. Hierbei wurden 750 m geschwommen, 20 km Rad gefahren und 5 km gelaufen.
Bei den jährlichen Weltmeisterschaften der ITU findet jeweils auch in allen Behinderungsstartklassen eine Paratriathlon-Weltmeisterschaft statt.

### Klassen
Seit dem Jahr 2017 gibt sechs Sportklassen in Paratriathlon:
PTWC – Rollstuhlfahrer

PTS2 – Schwere Beeinträchtigungen

PTS3 – Signifikante Beeinträchtigungen

PTS4 – Moderate Beeinträchtigungen

PTS5 – Milde Beeinträchtigungen

PTVI – gänzliche oder teilweise Sehbehinderung
Bei den paralympischen Triathlonwettbewerben 2016 (Rio de Janeiro) sowie 2020 (Tokio) wurde zwischen drei Klassen je Geschlecht unterschieden, wobei die Klasse PT3 komplett entfiel. 2024 (Paris) dürfen die Männer erstmals in der Klasse PTS3 antreten. Bei den Frauen entfällt diese Startklasse erneut.

## Die Differenzierung der Startklassen
- PTWC1 – Zumeist Rollstuhlfahrer, die ein Handbike und einen Rennrollstuhl nutzen und schwerwiegende Einschränkungen aufweisen, z. B. nicht ohne Unterstützung aufstehen können.
- PTWC2 – Zumeist Rollstuhlfahrer oder Sportler mit hohen Amputationen oder neurologischen Erkrankungen, die ein Handbike und einen Rennrollstuhl nutzen und schwere Einschränkungen aufweisen, jedoch eigenständig aufstehen können oder einen „tiefen Querschnitt“, bspw. im Lendenwirbelbereich aufweisen.
- PTS2 – Sportler der stehenden Klasse, die gravierende Einschränkungen aufweisen, bspw. Oberschenkelamputationen, schwerwiegende neurologische Erkrankungen. Für die einzelnen Sportarten werden Orthesen, Prothesen oder andere technische Hilfsmittel benötigt.
- PTS3 – Sportler der stehenden Klasse, die deutliche Einschränkungen aufweisen, bspw. beidseitige Unterschenkelamputationen, Hemiparesen, Spastik und/oder Ataxie im Ober- und Unterkörper. Für die einzelnen Sportarten werden Orthesen, Prothesen oder andere technische Hilfsmittel benötigt.
- PTS4 – Sportler der stehenden Klasse, die milde Einschränkungen aufweisen, bspw. Oberarmamputationen, Unterschenkelamputationen, moderate neurologische Erkrankungen aufweisen, Hemiparesen, Spastik und/oder Ataxie im Ober- oder Unterkörper. Für die einzelnen Sportarten werden Orthesen, Prothesen oder andere technische Hilfsmittel z. T. benutzt.
- PTS5 – Sportler der stehenden Klasse, die leichte Einschränkungen aufweisen, bspw. Unterarmamputationen, Fußamputationen oder neurologische Erkrankungen einer Extremität. Für die einzelnen Sportarten werden Orthesen, Prothesen oder andere technische Hilfsmittel z. T. benutzt.
- PTVI1 – Sportler, die „vollblind“ sind. Während des Wettbewerbs wird ein Guide des gleichen Geschlechts benötigt. Für das Radfahren wird ein Tandem benutzt. Beim Schwimmen und Laufen wird durch ein Verbindungsstück (Seil) der Kontakt gehalten.
- PTVI2 – Sportler, die ein starkes partiell eingeschränktes Sehen haben. Während des Wettbewerbs wird ein Guide des gleichen Geschlechts benötigt. Für das Radfahren wird ein Tandem benutzt. Beim Schwimmen und Laufen wird durch ein Verbindungsstück (Seil) der Kontakt gehalten.
- PTVI3 – Sportler, die ein deutliches bis moderates partiell eingeschränktes Sehen haben. Während des Wettbewerbs wird ein Guide des gleichen Geschlechts benötigt. Für das Radfahren wird ein Tandem benutzt. Beim Schwimmen und Laufen wird durch ein Verbindungsstück (Seil) der Kontakt gehalten.